# Schinus patagonica
Schinus patagonica là một loài thực vật có hoa trong họ Đào lộn hột. Loài này được (Phil.) I.M.Johnst. ex Cabrera miêu tả khoa học đầu tiên năm 1939.